# Lucía (Sängerin)
Lucía (eigentlich: María Isabel Lineros Rodríguez; * 2. April 1965 in Sevilla) ist eine spanische Schlagersängerin und Moderatorin.

## Leben und Wirken
Sie wurde ausgewählt, Spanien beim Eurovision Song Contest 1982 in Harrogate zu vertreten. Mit dem folkloristischen Schlager Él erreichte sie den zehnten Platz. Danach wurde sie in ihrer Heimat Sevilla als Hörfunk- und Fernsehmoderatorin tätig.